# Ibn Xihab az-Zuhrí
Ibn Xihab az-Zuhrí   (Medina, 678 - Medina, 24 de juliol de 742) o Muhammad ibn Shihab al-Zuhrí,  fou un erudit i jurista musulmà dels segles VII i VIII. És considerat un dels primers compiladors d'hadits, és a dir, de tradicions orals sobre les accions i les dites del profeta de l'islam, Mahoma.
Az-Zuhrí també recopilà molts relats de la història islàmica primerenca, en concret les campanyes militars del profeta (maghazi) i els primers califes. Els seus relats, els van fer servir els historiadors per tal de reconstruir la història d'aquesta etapa.
Az-Zuhrí també és conegut per haver jugat un paper important en l'ensenyament del coneixement islàmic arreu de l'imperi musulmà. Ensenyà a molts deixebles i inspirà molts altres intel·lectuals de l'època.

## El seu aprenentatge
Az-Zuhrí va nàixer i créixer a Medina, al clan Banu Zuhra, i va conéixer i aprendre d'alguns companys de Mahoma. Començà estudiant genealogia amb Abd-Allah ibn Tha'laba al-Udhri. Aquest li va aconsellar que recorregués a Sa'id ibn al-Musayyib per estudiar fiqh. També va assistir a classes a Medina amb Urwa ibn al-Zubayr i Aban ibn Uthman ibn Affan. Algunes anècdotes sobre Az-Zuhrí el descriuen com un estudiant curiós que no dubtava a fer moltes preguntes i estava interessat en molts camps. Abou az-Zinad, un funcionari omeia que el coneixia, en diu:
"Només anotàvem allò que feia referència a afers legals (al-ḥalāl wa l-ḥarām), mentre que Ibn Shihāb escrivia tot el que escoltava."
Az-Zuhrí passava gran part del temps amb el nas enfonsat en llibres, cosa que va fer que la seua dona li digués: "Per Déu, aquests llibres (kutub) em fan més mal que tres coesposes!"

## Az-Zuhrí i els omeies
Az-Zuhrí és considerat un erudit proper al poder omeia. L'historiador Al-Ya'qubí afirma que, quan encara era adolescent, Az-Zuhrí va conéixer el califa Abd-al-Màlik ibn Marwan a Damasc l'any 692. Fou en aquesta ocasió quan va ocórrer un fet, relatat per Al-Ya'qubí, segons el qual, seguint un hadit narrat per Az-Zuhrí, el califa va decidir construir la Cúpula de la Roca i traslladar el pelegrinatge a Jerusalem a causa del control d'Aràbia i la Meca per part del califa rival Abd-Al·lah ibn az-Zubayr. Aquesta versió, però, és fortament criticada per alguns historiadors, inclòs Harald Motzki i Muhammad al-Azamí.
D'altra banda, Az-Zuhrí va conéixer més tard Abd-al-Màlik ibn Marwan i els seus successors. Era proper al califa Úmar ibn Abd-al-Aziz II, que li va demanar que treballàs en la compilació d'hadits.

A més de la seua recerca religiosa, Az-Zuhrí ocupà càrrecs dins l'estat omeia al llarg de la seua vida: responsable d'impostos, cadi i tutor dels fills del califa Hisham. Adh-Dhahabí en diu:
"Tenia molta gent lligada a ell, i servents, era una personalitat eminent, vestia amb l'adjnād i ocupava un alt rang en l'estat dels Banū Umayya."
Az-Zuhrí va ser recompensat pel seu servei amb grans possessions de terres a la zona de Shaghab, al nord-est d'Aràbia. Az-Zuhrí, però, tingué una certa independència mental respecte als omeies. Així, quan Ma'mar ibn Rashid li va preguntar qui havia escrit el Tractat d'al-Hudaybiyya, va respondre honestament: "Aquest és Alí ibn Abi-Tàlib, i si els preguntasses [als omeies] sobre això, et dirien que és Uthman".